# Nikolajewka (Jüdische Autonome Oblast)

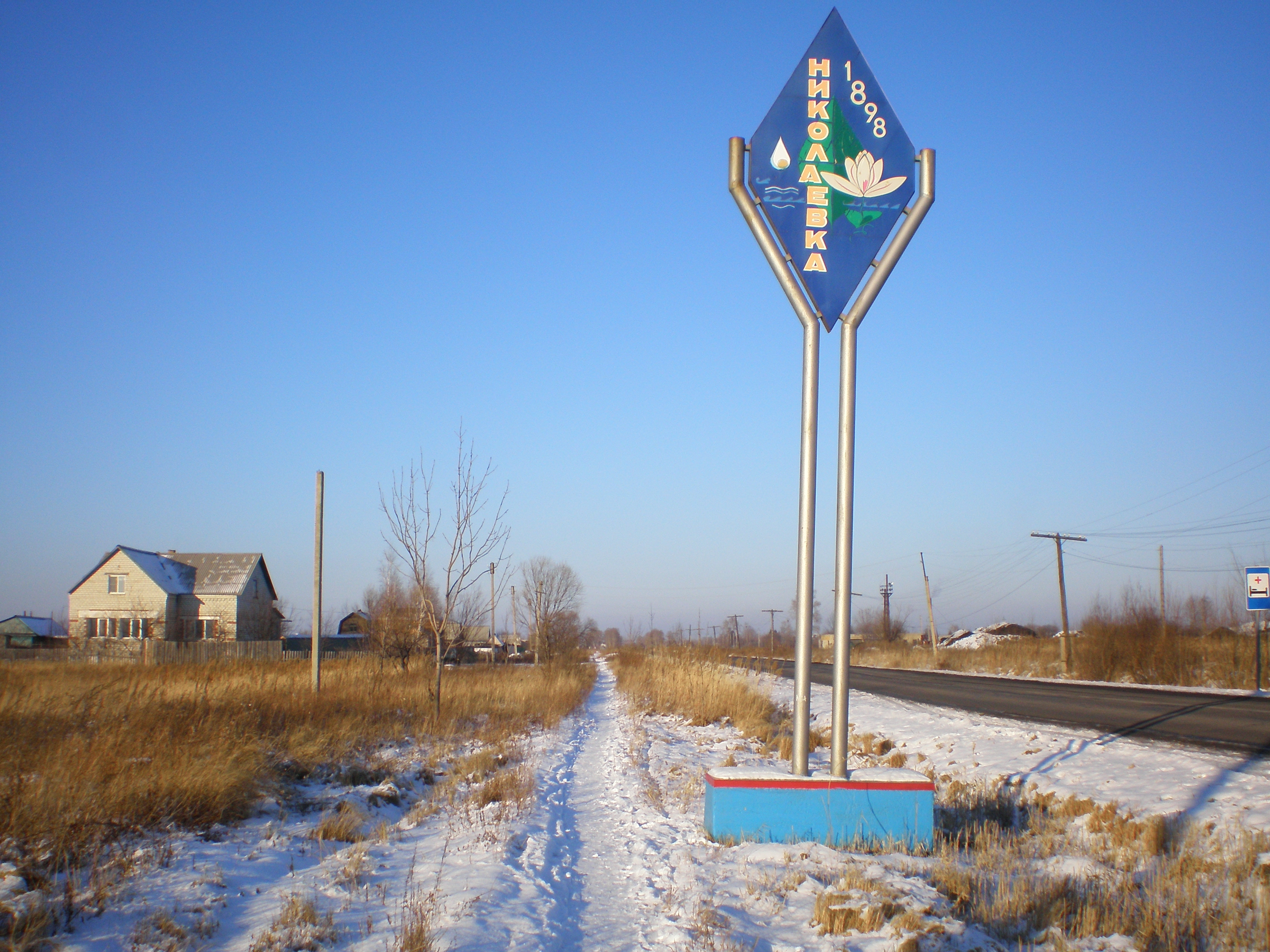
Stele an der Einfahrt nach Nikolajewka

Nikolajewka (russisch Никола́евка) ist eine Siedlung städtischen Typs in der Jüdischen Autonomen Oblast (Russland) mit 7912 Einwohnern (Stand 14. Oktober 2010).

## Geographie
Die Siedlung liegt in der Amurniederung, an einem rechten Altarm des Amur-Nebenflusses Tunguska. Sie befindet sich etwa 140 km Luftlinie östlich der Republikhauptstadt Birobidschan, gehört zum Rajon Smidowitsch und ist von dessen Verwaltungszentrum Smidowitsch etwa 70 km in östlicher Richtung entfernt. Zur Stadtgemeinde (gorodskoje posselenije) Nikolajewka gehören auch die zwei Dörfer Kljutschewoje (4 km südwestlich) und Deschnjowka (zwei Ortsteile 6 und 11 km westsüdwestlich).

## Geschichte
Der Ort wurde 1898 gegründet. 1912 entstand ein großes Sägewerk, das in der sowjetischen Periode erheblich ausgebaut wurde und seit 1931 Tunguska-Holzverarbeitungs-Kombinat hieß. 1938 erhielt Nikolajewka den Status einer Siedlung städtischen Typs.

### Bevölkerungsentwicklung
| Jahr | Einwohner |
| ---- | --------- |
| 1939 | 2612      |
| 1959 | 6579      |
| 1970 | 8007      |
| 1979 | 8476      |
| 1989 | 8188      |
| 2002 | 7650      |
| 2010 | 7912      |

Anmerkung: Volkszählungsdaten

## Wirtschaft und Infrastruktur
Der früher bei weitem größte Betrieb des Ortes, das Holzverarbeitungskombinat, wurde Ende der 1990er-Jahre geschlossen. Weiterhin in Betrieb ist eine Möbelfabrik. Außerdem gibt es Unternehmen der Bauwirtschaft und der Lebensmittelindustrie (Fischverarbeitung, Bäckerei).
In Nikolajewka befindet sich 3 km südlich der Ortsmitte eine Station der Transsibirischen Eisenbahn (Streckenkilometer 8496 ab Moskau). Südlich an der Siedlung führt entlang der Bahnstrecke die Fernstraße M 58 Amur von Tschita nach Chabarowsk vorbei, Teil der transkontinentalen Straßenverbindung.

## Söhne und Töchter des Ortes
- Sergei Makarow (* 1952), Offizier